# Jatinom (Jatinom)
Jatinom is een bestuurslaag in het regentschap Klaten van de provincie Midden-Java, Indonesië. Jatinom telt 2430 inwoners (volkstelling 2010).